# Bolesław Rozwadowski
Bolesław Antoni Rozwadowski herbu Trąby (ur. 1842) – polski ziemianin, działacz polityczny w Galicji.

## Życiorys
Urodził się w 1842. Wywodził się z gałęzi szlacheckiej rodu Rozwadowskich herbu Trąby. Był praprawnukiem Macieja (ur. 1647, podstoli radomski), prawnukiem Ignacego (1702-1777), wnukiem Kazimierza (ur. 1748 lub 1757, zm. 1836, pułkownik wojsk polskich), synem Antoniego (ur. 1794 lub 1795, zm. 1955, oficer wojsk polskich) i Tekli Antoniny z domu Czechowicz herbu Ostoja (córka br. Jana Czechowicza na Pałachiczach). Był też bratankiem powstańców listopadowych: Wincentego (1799-1849, rotmistrz wojsk polskich), Erazma (1806-1880, porucznik wojsk polskich), Wiktora (1812-1858, porucznik wojsk polskich, ojciec Tomisława) Rozwadowskich. Miał brata Kazimierza (ur. 1831) i siostrę Justynę (ur. 1835, żona Włodzimierza Rozwadowskiego).   
Od około 1868 był praktykantem konceptowym w C. K. Namiestnictwie. Następnie jako adjunkt konceptowy od około 1870 był przydzielony do starostwa c. k. powiatu złoczowskiego, gdzie około 1873/1874 pracował w randze komisarza. Od około 1874 był komisarzem w starostwie c. k. powiatu brzeżańskiego.  W tym okresie został czynnym członkiem oddziału brzeżańsko-podhajeckiego C. K. Galicyjskiego Towarzystwa Gospodarskiego. Około 1879/1880 był też zastępcą prezydującego c. k. Powiatowej Komisji Szacunkowej w Brzeżanach. Od około 1880 był komisarzem w starostwie c. k. powiatu trembowelskiego przy opróżnionej posadzie starosty tamże, od około 1882 pracował tam w charakterze zastępcy starosty (nadal przy opróżnionej posadzie starosty), od około 1883 komisarzem po obsadzeniu stanowiska starosty przez Aleksandra Łukasiewicza. W Trembowli był zastępcą prezydującego c. k. Powiatowej Komisji Szacunkowej od około 1880 do około 1883, oraz – wobec braku starosty – przewodniczącym C. K. Rady Szkolnej Okręgowej od około 1881 do około 1884. Od około 1884 był przydzielony do C. K. Namiestnictwa, gdzie pracował w randze komisarza powiatowego, a od około 1886 w randze sekretarza namiestnictwa. Od około 1887 do około 1889 sprawował urząd starosty trembowelskiego. W tym czasie był przewodniczącym C. K. Rady Szkolnej Okręgowej
Pełnił mandat posła na Sejm Krajowy Galicji V kadencji (1882-1889), wybrany w IV kurii w okręgu Trembowla-Złotniki.
Był też prezesem Rady c. k. powiatu kosowskiego. Został właścicielem dóbr Monastyrek. 11 lutego 1883 został mianowany c. k. podkomorzym (przyrzeczenie złożył 14 marca 1883). Około 1884 otrzymał tytuł honorowego obywatelstwa Trembowli.
Jego pierwszą oną była Jadwiga z domu Żarska herbu Starykoń (ur. 1846, córka Kazimierza na Wiązowej i Kulawie, zm. 17 września 1891). Miał z nią córkę Marię (ur. 1871, żona Adama Strawińskiego) i syna Stefana (1873-1903, porucznik C. K. Armii, mąż Aleksandry Gniewosz, córki Feliksa). Jego drugą żoną została Elżbieta z rodu Kunaszowskich.